# Симпатија
Симпатија  је осећање привлачности односно наклоности према некоме или нечему, јавља се спонтано и често је необјашњиво, ирационално. Уколико је реч ο симпатији према некој особи, ово осећање је често узајамно.
Етимолошки, симпатија (грч. συμπάθεια - саосећање, саучешће) изворно значи саживљавање, саосећање са емоционалним стањем друге, блиске особе. За разлику од емпатије, код симпатије субјект, на основу емотивног „уживљавања“ у психичко стање објекта са којим се поистовећује, осећа заједно са њим исто узбуђење, доживљава исти афект као што је гнев, страх, радост или туга. Уколико су две особе сличније по својим цртама темперамента, карактера, мотивима, вредностима и ставовима, снажније афективно повезане, утолико се лакше и снажније међу њима јавља процес симпатије.